# Biston fasciaria
Biston fasciaria är en fjärilsart som beskrevs av Victor Ivanovitsch Motschulsky 1866. Biston fasciaria ingår i släktet Biston och familjen mätare, Geometridae. Inga underarter finns listade i Catalogue of Life.